# Puente del Artista (Itagüí)
El Puente del Artista está situado en la ciudad Colombiana de Itagüí. Cruza la Quebrada Doña María  y el Parque del Artista, enlazando las comunidades de las américas, santa maría, simón bolívar, las acacias y artex. 
Su construcción comenzó en el  2011 y fue inaugurado en octubre  de 2012. Lo componen Alrededor de 1.600 m² sostenido  sobre la quebrada Doña María por 52 pilotes de concreto.